# 舌庸
舌庸（?—?），传世《左传》误作后庸，春秋末期越国大夫。
前469年五月，越国的皋如、舌庸、鲁国叔孙舒、宋国乐茷带兵送卫出公回国。卫出公不敢进城，护送卫出公的联军退兵，卫国立了卫悼公，卫出公最后死在越国。前468年春，越王勾践派舌庸来鲁国聘问，商谈邾国土田的事，协议以骀上作为鲁、邾两国的边界。二月，季康子、孟武伯、叔孙文子都跟随鲁哀公前去平阳与舌庸结盟，季康子对国君和三卿与越国大夫结盟感到耻辱，后悔没有召子贡前来。